# Barbazan-Dessus
Barbazan-Dessus è un comune francese di 136 abitanti situato nel dipartimento degli Alti Pirenei, nella regione dell'Occitania.

## Società

### Evoluzione demografica
Abitanti censiti